# Рец, Анри де Гонди
Анри де Гонди (фр. Henri de Gondi; 1590, Машкуль — 12 августа 1659, Шемере) — герцог де Рец, пэр Франции.

## Биография
Сын Шарля де Гонди, маркиза де Бель-Иля, и принцессы Антуанетты д'Орлеан-Лонгвиль.
Маркиз де Бель-Иль, маркиз Йерских островов, граф де Шемийе, барон дю Плесси-ле-Шатель, де Марли-ле-Шатель и де Бомануар. Герцог де Бопрео (пр праву жены). Капитан ста тяжеловооруженных всадников.
В 1602 году наследовал своему деду Альберу де Гонди как герцог де Рец.
Рыцарь орденов короля (31.12.1619).
Участвовал в мятежах и заговорах начала правления Людовика XIII, действуя на стороне Марии Медичи. 7 августа 1620 вместе 
с Сезаром де Вандомом и графом де Сент-Эньяном оборонял Ле-Пон-де-Се от королевской армии Бассомпьера и Креки. Затем участвовал в осаде Альби и воевал в Италии.
Дабы сохранить герцогский титул в роду Гонди, выдал свою наследницу, рука которой, как говорили, уже была обещана герцогу де Меркёру, за своего двоюродного брата Пьера, графа де Жуаньи, и в 1634 году отказался в его пользу от титулов герцога и пэра.
Умер в своем замке Пренсе в Бретани, погребен в Машкуле.

## Семья
Жена (5.05.1610): Жанна де Сепо (ок. 1588/1589—20.11.1620), герцогиня де Бопрео, графиня де Шемийе, единственная дочь Ги V де Сепо, герцога де Бопрео, графа де Шемийе, и Мари де Рьё
Дети:
- Катрин (28.12.1612—20.09.1677), герцогиня де Рец. Муж (3.08.1633, с церковного разрешения): Пьер де Гонди (1602—1676), граф де Жуаньи. Приходился жене двоюродным дядей
- Маргерит-Франсуаза (18.04.1615—31.05.1670), герцогиня де Бопрео, графиня де Шемийе. Муж (3.05.1644): Луи де Коссе (1625—1661), герцог де Бриссак